# Géczi István (labdarúgó)
Géczi István (Sajóörös, 1944. március 16. – Budapest, 2018. szeptember 10. ) olimpiai ezüstérmes magyar labdarúgó, kapus, edző. Egyetemi docens, volt országgyűlési képviselő.

## Életpályája
1962-ben érettségizett az Egri Közgazdasági Technikumban, majd 1969-ben a Testnevelési Főiskolán testnevelő tanári diplomát, 1976-ban pedig labdarúgó szakedzői oklevelet szerzett, 1984-ben pedig doktorált. 1991-ben az FTC Aranydiplomáját, 1999-ben Centenáriumi Aranydiplomát kapott életműve elismeréséül.
1975 és 1990 között a Kertészeti és Élelmiszeripari Egyetemen volt testnevelő tanár, 1985 és 1992 között pedig a Testnevelési Tanszék vezetője, egyetemi docens. 1985-1990 között országgyűlési képviselő volt: 1987-ig a Honvédelmi Bizottság tagja, majd 1990-ig a javaslatára létrehozott Ifjúsági és Sportbizottság elnöke volt.

### A Ferencvárosban
18 évesen került Egerből a Ferencvárosba. Nevelőedzője Mészáros József. 1962 és 1975 között ötszörös magyar bajnok, kétszeres kupagyőztes. Részese a Fradi nemzetközi sikereinek: 1965-ben Vásárvárosok kupája győztes, 1968-ban döntős, 1972-ben UEFA-kupa elődöntős, 1975-ben Kupagyőztesek Európa-kupája döntős.
Búcsúmérkőzése 1979. augusztus 7-én volt az Üllői úton. Csapatkapitányként tíz percet védett az FC Bruges ellen (FTC- FC Bruges 3-0).
Összesen 501 mérkőzésen szerepelt, ebből 309 bajnoki, 150 nemzetközi, 42 hazai díjmérkőzés volt. 1974-ben az FTC örökös bajnokává választották.

### A válogatottban
1964 és 1974 között 23 alkalommal védett a magyar válogatottban. 1972-ben tagja volt az Európa-bajnoki csapatnak a belgiumi négyesdöntőn, ahol a csapat negyedik helyezést ért el.
Az 1972-es müncheni olimpián az ezüstérmes csapat tagja volt.

### Edzőként
1975 és 1980 között az FTC kapusiskola vezetője. 1978-tól az első csapat kapusedzője, a tartalékcsapat edzője.
1977-ben fiatal kapusokkal edzett a Fradi pályán, mikor egy felugrásnál egy fatális véletlen folytán megsérült. Három olyan súlyos belső sérülést szenvedett, amelyekből már egy is halálos lehetett volna. Napokig életveszélyes állapotban volt, a gondos gyógyításnak köszönhetően visszahozták az életbe.

## Sikerei, díjai

### Ferencváros
- Magyar bajnok: 1962–63, 1964, 1967, 1968, 1975–76
- Magyar-kupa: 1972, 1974
- Vásárvárosok kupája győztes: 1965, döntős: 1968.
- Kupagyőztesek Európa-kupája döntős: 1974–75
- UEFA-kupa elődöntős: 1971–72

### Válogatott
- Világbajnokság: 6. 1966, Anglia
- Olimpiai 2. 1972, München
- Európa-bajnokság 4. 1972, Belgium

## Statisztika

### Mérkőzései a válogatottban
| Magyarország | Magyarország         | Magyarország                            | Magyarország  | Magyarország | Magyarország  | Magyarország        | Magyarország | Magyarország |
| #            | Dátum                | Helyszín                                | Hazai         | Eredmény     | Vendég        | Kiírás              | Gólok        | Esemény      |
| ------------ | -------------------- | --------------------------------------- | ------------- | ------------ | ------------- | ------------------- | ------------ | ------------ |
| 1.           | 1964. október 11.    | Budapest, Népstadion                    | Magyarország  | 2 – 2        | Csehszlovákia | barátságos          | -            | 70'          |
| 2.           | 1964. október 25.    | Budapest, Népstadion                    | Magyarország  | 2 – 1        | Jugoszlávia   | barátságos          | -            | 46'          |
| 3.           | 1971. július 22.     | Rio de Janeiro, Maracanã Stadion        | Brazília      | 0 – 0        | Magyarország  | barátságos          | -            |              |
| 4.           | 1971. szeptember 1.  | Budapest, Népstadion                    | Magyarország  | 2 – 1        | Jugoszlávia   | barátságos          | -            |              |
| 5.           | 1971. szeptember 25. | Budapest, Népstadion                    | Magyarország  | 2 – 0        | Bulgária      | Eb-selejtező        | -            |              |
| 6.           | 1971. október 9.     | Párizs, Colombes Stadion                | Franciaország | 0 – 2        | Magyarország  | Eb-selejtező        | -            |              |
| 7.           | 1971. október 27.    | Budapest, Népstadion                    | Magyarország  | 4 – 0        | Norvégia      | Eb-selejtező        | -            |              |
| 8.           | 1971. november 14.   | Valletta                                | Málta         | 0 – 2        | Magyarország  | vb-selejtező        | -            |              |
| 9.           | 1972. január 12.     | Madrid, Santiago Bernabéu stadion       | Spanyolország | 1 – 0        | Magyarország  | barátságos          | -            |              |
| 10.          | 1972. április 29.    | Budapest, Népstadion                    | Magyarország  | 1 – 1        | Románia       | Eb-selejtező        | -            |              |
| 11.          | 1972. május 6.       | Budapest, Megyeri úti stadion           | Magyarország  | 3 – 0        | Málta         | vb-selejtező        | -            |              |
| 12.          | 1972. május 14.      | Bukarest                                | Románia       | 2 – 2        | Magyarország  | Eb-selejtező        | -            |              |
| 13.          | 1972. május 25.      | Stockholm, Råsunda Stadion              | Svédország    | 0 – 0        | Magyarország  | vb-selejtező        | -            |              |
| 14.          | 1972. június 14.     | Brüsszel, Heysel Stadion (BEL)          | Szovjetunió   | 1 – 0        | Magyarország  | Eb-elődöntő         | -            |              |
| 15.          | 1972. június 17.     | Liège, Stade Maurice Dufrasne           | Belgium       | 2 – 1        | Magyarország  | Eb 3. helyért       | -            |              |
| 16.          | 1972. augusztus 27.  | Nürnberg, Frankenstadion (FRG)          | Magyarország  | 5 – 0        | Irán          | olimpiai csoportkör | -            | 68'          |
|              | 1972. augusztus 29.  | München, Olimpiai Stadion (FRG)         | Magyarország  | 2 – 2        | Brazília      | olimpiai csoportkör | -            |              |
| 17.          | 1972. augusztus 31.  | Augsburg, Rosenaustadion (FRG)          | Dánia         | 0 – 2        | Magyarország  | olimpiai csoportkör | -            |              |
| 18.          | 1972. szeptember 3.  | Passau, Drei-Flüsse Stadion (FRG)       | Magyarország  | 2 – 0        | NDK           | olimpiai középdöntő | -            |              |
|              | 1972. szeptember 6.  | München, Olimpia Stadion                | NSZK          | 1 – 4        | Magyarország  | olimpiai középdöntő | -            |              |
|              | 1972. szeptember 8.  | Regensburg (FRG)                        | Magyarország  | 2 – 0        | Mexikó        | olimpiai középdöntő | -            |              |
| 19.          | 1972. szeptember 10. | München, Olimpia Stadion (FRG)          | Lengyelország | 2 – 1        | Magyarország  | olimpiai döntő      | -            |              |
| 20.          | 1972. október 15.    | Bécs, Práter-stadion                    | Ausztria      | 2 – 2        | Magyarország  | vb-selejtező        | -            |              |
| 21.          | 1973. április 29.    | Budapest, Népstadion                    | Magyarország  | 2 – 2        | Ausztria      | vb-selejtező        | -            |              |
| 22.          | 1973. május 16.      | Karl-Marx-Stadt, Ernst Thälmann Stadion | NDK           | 2 – 1        | Magyarország  | barátságos          | -            |              |
| 23.          | 1974. május 29.      | Székesfehérvár, Sóstói Stadion          | Magyarország  | 3 – 2        | Jugoszlávia   | barátságos          | -            |              |
|              | Összesen             |                                         |               | 23           | mérkőzés      |                     | 0            | gól          |